# Frans Lauw
Frans Lauw, född 19 oktober 1637, död 19 oktober 1686 var en svensk sjöofficer av engelsk härkomst.
Född av engelska föräldrar, hade Lauw tidigt mönstrat på till sjöss, och tjänat under olika länders flaggor, då han 1675 utnämndes till svensk örlogskapten. 1679 hade han befordrats till major i Svenska flottan. I sjöstrider samma år förde han befälet ombord på Nyckelen, som genom försummelse av lotsen gick på grund vid inloppet till Kalmar. Trots häftiga angrepp från danskarnas fartyg försvarade han sig väl och sköt danska amiralsskeppet och ett par andra fartyg i sank och tvang fienden att dra sig tillbaka. Av någon orsak sprang dock Nyckelen kort därpå i luften, och de överlevande; Lauw, två av hans officerare och något fyrtiotal av besättningen blev fångar hos danskarna. För sina insatser befordrades han samma år till schoutbynacht och upphöjdes 1680 till adligt stånd. 1681 blev han ekipagemästare i Karlskrona, en befattning han nedlade året före sin död.
Han var far till Valdemar Lauw.